# Dư Quốc Đống
Dư Quốc Đống (1932 - 2008) nguyên là một tướng lĩnh Nhảy dù của Quân lực Việt Nam Cộng hòa, cấp bậc Trung tướng. Ông xuất thân từ trường Võ bị Liên quân do Quốc gia mở ra ở Cao nguyên Trung phần Việt Nam. Tốt nghiệp, ông được chọn về đơn vị Nhảy dù. Ông đã có hầu hết thời gian trong quân ngũ chỉ phục vụ cho Binh chủng Nhảy dù. Trong các đời Tư lệnh đơn vị Nhảy dù, ông là Tư lệnh với thời gian lâu nhất (1964-1972). Ông cũng từng đảm trách Tư lệnh một Quân đoàn chủ lực của Việt Nam Cộng hòa.

## Tiểu sử và Binh nghiệp
Ông sinh ngày 21 tháng 12 năm 1932 trong một gia đình điền chủ khá giả tại làng Vĩnh Thanh Vân, Minh Lương, Rạch Giá, miền Tây Nam phần Việt Nam. Thiếu thời, ông học ở trường Tiểu học Tư thục Võ Thành Trứ tại Rạch Giá. Khi lên Trung học, ông được gia đình cho lên Sài Gòn học ở trường Tư thục Guillerault Chasseloup Laubat. Năm 1950, ông tốt nghiệp với văn bằng Tú tài bán phần (Part I).

### Quân đội Quốc gia Việt Nam
Đầu tháng 4 năm 1951, sau khi tốt nghiệp Trung học Phổ thông, ông tình nguyện nhập ngũ vào Quân đội Quốc gia, mang số quân: 52/120.247. Theo học khóa 5 Hoàng Diệu tại trường Võ bị Liên quân Đà Lạt, khai giảng ngày 1 tháng 7 năm 1951. Ngày 24 tháng 4 năm 1952 mãn khóa tốt nghiệp với cấp bậc Thiếu úy hiện dịch. Ra trường, ông được chọn vào đơn vị Nhảy Dù.

### Quân đội Việt Nam Cộng hòa
Đầu tháng 11 năm 1955, sau khi chuyển từ Quân đội Quốc gia sang phục vụ Quân đội Việt Nam Cộng hòa, ông được thăng cấp Trung úy giữ chức Đại đội trưởng của Tiểu đoàn 1 Nhảy dù. Đầu năm 1959, ông được thăng cấp Đại úy và giữ chức Tiểu đoàn phó Tiểu đoàn 1 Nhảy dù. Tháng 11 năm 1960, ông được lên giữ chức vụ Tiểu đoàn trưởng thay thế Thiếu tá Trần Văn Đô (Thiếu tá Đô về sau lên đến Đại tá).
Ngày Quốc khánh Đệ nhất Cộng hòa 26 tháng 10 năm 1961, ông được đặc cách ở mặt trận, thăng cấp Thiếu tá tại nhiệm. Giữa tháng 11 năm 1961, Lữ đoàn Nhảy dù thành lập Chiến đoàn, ông nhận lệnh bàn giao Tiểu đoàn 1 lại cho Đại úy Bùi Kim Kha để lên giữ chức vụ Chiến đoàn trưởng Chiến đoàn 1 Nhảy dù tân lập. Đầu năm 1963, ông được thăng cấp Trung tá bàn giao Chiến đoàn 1 lại cho Thiếu tá Bùi Kim Kha để giữ chức vụ Tư lệnh phó Lữ đoàn Nhảy dù dưới quyền Tư lệnh của Đại tá Cao Văn Viên.
Tháng 9 năm 1964, ông được thăng cấp Đại tá, được cử giữ chức vụ Quyền Tư lệnh Lữ đoàn Nhảy dù thay thế Thiếu tướng Cao Văn Viên chuyển về Bộ Tổng Tham mưu giữ chức vụ Tham mưu trưởng Liên quân. Ngày 1 tháng 11 cùng năm, nhân kỷ niệm lần thứ nhất ngày đảo chính 1 tháng 11 năm 1963 thành công, ông được thăng cấp Chuẩn tướng và trung tuần tháng 12, ông chính thức được bổ nhiệm chức vụ Tư lệnh Lữ đoàn Nhảy Dù. Ngày Quân lực 19 tháng 6 năm 1968, ông được thăng cấp Thiếu tướng tại nhiệm. Ngày 1 tháng 7 năm 1970, ông được thăng cấp Trung tướng tại nhiệm.
Ngày 11 tháng 11 năm 1972, ông bàn giao chức vụ Tư lệnh Sư đoàn Nhảy dù lại cho Chuẩn tướng Lê Quang Lưỡng (nguyên Tư lệnh phó của Sư đoàn). Ngày 2 tháng 2 năm 1973, ông được cử làm Trưởng phái đoàn Việt Nam Cộng hòa trong Ủy ban Quân sự 4 bên thay thế Thiếu tướng Ngô Dzu. Đầu tháng 11 năm 1973, chuyển ra Duyên hải miền Trung, ông đảm nhiệm chức vụ vụ Chỉ huy trưởng Trường Hạ sĩ quan Đồng Đế, Nha Trang thay thế Chuẩn tướng Võ Văn Cảnh, sau khi bàn giao chức vụ Trưởng đoàn Quân sự 4 bên lại cho Trung tướng Cao Hảo Hớn. Ngày 1 tháng 11 năm 1974, ông được bổ nhiệm chức vụ Tư lệnh Quân đoàn III và Quân khu 3, hoán chuyển nhiệm vụ với Trung tướng Phạm Quốc Thuần. Trung tướng Phạm Quốc Thuần đang là Tư lệnh Quân đoàn III, chuyển ra Nha Trang giữ chức vụ Chỉ huy trưởng Trường Hạ sĩ quan Đồng Đế thay cho tướng Dư Quốc Đống.

## 1975
Ngày 5 tháng 1, khi đang là Tư lệnh Quân đoàn III, ông đã xin từ chức sau khi Tổng thống Nguyễn Văn Thiệu bác bỏ lời yêu cầu của ông gửi quân tăng viện đến mặt trận Phước Long thuộc Quân khu 3. Đến ngày 6 tháng 1, Phước Long đã bị quân Giải phóng tấn công và chiếm giữ. Sau đó, ông bàn giao chức vụ Tư lệnh Quân đoàn III lại cho Trung tướng Nguyễn Văn Toàn (Nguyên Chỉ huy trưởng Binh chủng Thiết Giáp Trung ương). Đồng thời, ông được chuyển về Bộ Tổng tham mưu làm Phụ tá cho Tổng tham mưu trưởng.
Ngày 29 tháng 4, ông cùng gia đình di tản khỏi Việt Nam. Sau đó được sang định cư tại Huntington Beach, Orange (Quận Cam) thuộc miền Nam Tiểu bang California, Hoa Kỳ.
Ông đã về hưu sau 13 năm phục vụ cho Hội Bác Ái Công giáo (Catholic Charities) tại Los Angeles trong cương vị là người cố vấn tìm công ăn việc làm cho người di dân.
Ngày 21 tháng 4 năm 2008, ông từ trần tại nơi định cư. Hưởng thọ 76 tuổi. Lễ tang được tổ chức ngày 3 tháng 5 tại nhà thờ First United Methodist Church, Huntington Beach.

## Gia đình
- Ông ngoại: Trần Như Long (điền chủ giàu có ở Rạch Giá, Kiên Giang)
- Thân phụ: Dư Sòng (nguyên là Công chức phục tại Thương cảng Sài Gòn).
- Thân mẫu: Trần Thị Hiển (1911-2003 - Hạ sinh 8 người con gồm 3 trai, 5 gái. Tướng Đống là con trai thứ 2).
- Bào huynh: Dư Quốc Lương (Nguyên Đại tá Không quân Việt Nam Cộng hòa, sinh năm 1930, tốt nghiệp khóa 2 Sĩ quan Trừ bị Thủ Đức, chức vụ sau cùng là Chánh sở Không Yểm tại Bộ Tư lệnh Không quân).
- Bào đệ: Dư Quốc Tài.
- Bào muội: Dư Thị Mỹ Lan, Dư Thị Kim Huê, Dư Thị Kim Liên, Dư Thị Mỹ Tú, Dư Thị Mỹ Dung.
- Phu nhân: Long Thị Bảy Dư
- Con trai: Bác sĩ Dư Trần Quốc Sinh

## Chú giải
1. ↑  Chiến đoàn 1 Nhảy dù được thành lập ngày 15/11/1961 cùng thời điểm với Chiến đoàn 2. Ngày 1/5/1968 Chiến đoàn 1 cải danh thành Lữ đoàn, có 3 Tiếu đoàn tác chiến trực thuộc là Tiểu đoàn 1, 8 và 9. Lữ đoàn 1 Nhảy dù là một trong 3 Lữ đoàn chủ lực nòng cốt của Sư đoàn Nhảy dù (2 Lữ đoàn còn lại là Lữ đoàn 2 và 3. Đầu năm 1974, Sư đoàn Nhảy dù thành lập thêm Lữ đoàn 4 gồm 3 Tiểu đoàn là Tiểu đoàn 12, 14 và 15. Đầu năm 1975 đang hình thành Lữ đoàn 5, dự kiến các đơn vị trực thuộc là 3 Tiểu đoàn 16, 17 và 18 đang hoạt động).
Từ thành lập cho đến ngày 30/4/1975, Lữ đoàn 1 đã trải qua các sĩ quan chỉ huy sau đây:
-Thiếu tá Dư Quốc Đống, từ 15/11/1961 đến 10/09/1964.
-Thiếu tá Bùi Kim Kha (Sinh năm 1932 tại Nam Định, tốt nghiệp trường Võ bị Đà Lạt K8. Sau cùng là Đại tá Tham mưu trưởng Sư đoàn Nhảy dù), từ 11/09/1964 đến 01/03/1966.
-Thiếu tá Hồ Trung Hậu, từ 02/03/1966 đến 25/01/1968.
-Thiếu tá Lê Quang Lưỡng, từ 26/01/1968 đến 15/07/1972.
-Trung tá Lê Văn Ngọc (Sinh năm 1935 tại Khánh Hòa, tốt nghiệp trường Võ khoa Thủ Đức K5. Sau cùng là Đại tá Tỉnh trưởng Quảng Ngãi), từ 16/07/1972 đến 24/07/1974.
-Trung tá Nguyễn Văn Đĩnh (Tốt nghiệp trường Võ bị Đà Lạt K15), từ 25/07/1974 đến 30/04/1975.
2. ↑  - Chuẩn tướng Dư Quốc Đống là Tư lệnh thứ tư của Binh chủng Nhảy dù sau các tiền nhiệm Đỗ Cao Trí, Nguyễn Chánh Thi và Cao Văn Viên.
- Tướng H. Norman Schwarzkopf, Tư lệnh Quân lực Hoa Kỳ trong chiến dịch Bão táp Sa mạc vùng Vịnh, đã từng phục vụ dưới quyền tướng Dư Quốc Đống trong vai trò Thiếu tá Cố vấn Quân sự cấp Tiểu đoàn và cấp Lữ đoàn Nhảy dù Việt Nam Cộng hòa trong các năm từ 1965-1970.